# Reial Jardí Botànic de Kew

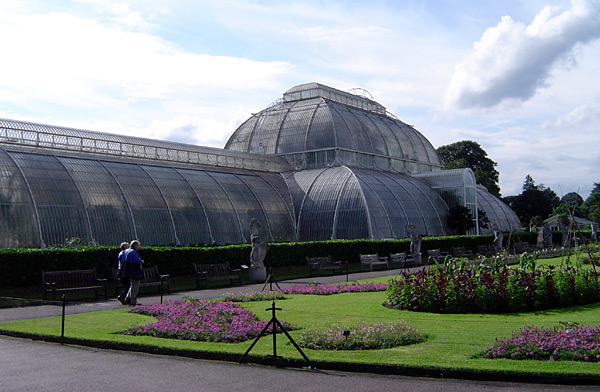
La Palm House, o hivernacle de les palmeres.

El Reial Jardí Botànic de Kew (en anglès Royal Botanic Gardens of Kew) és un gran jardí botànic situat entre els districtes de Richmond upon Thames i Kew al sud-oest de Londres. Es tracta del jardí botànic més ric del món.

## Història
Aquest conjunt de jardins eren originalment el jardí exòtic de l'anomenada Kew House, constituït per Lord Capel de Tewkesbury, que fou ampliat i augmentat per la princesa Augusta de Saxònia-Gotha (1719-1772), vídua de Frederic, príncep de Gal·les (1707-1751). Sir William Chambers (1723-1796) hi va construir nombrosos edificis com la pagoda xinesa de 1761. Jordi III enriqueix els jardins amb l'ajut de William Aiton (1731-1793) i de Sir Joseph Banks (1743-1820). Els antics edificis de la Kew House són enderrocats el 1802. La Dutch House ('casa holandesa'), veïna dels jardins, és adquirida per Jordi III el 1781 per servir d'escola bressol als nens de la família reial; actualment es coneix amb el nom de Kew Palace. El 1840, els jardins reben la denominació oficial de «Jardí botànic nacional». El nou director, William Jackson Hooker (1785-1865), n'augmenta la superfície, que passa de 30 hectàrees a 109, i després a 121. L'indret comprèn igualment un herbari i una biblioteca. La Palm House ('casa de les palmeres') és construïda per l'arquitecte Decimus Burton (1800-1881) i el ferrer Richard Turner (1798-1881) entre 1841 i 1849. És la primera construcció d'envergadura que utilitza el ferro forjat. L'hivernacle conegut com a Tropical House ('casa tropical') és l'edifici més gran que encara hi ha de l'època victoriana.

## El jardí botànic avui dia
Malgrat les condicions mediambientals mediocres (la contaminació atmosfèrica de Londres, els sòls secs i les febles pluges), els jardins constitueixen la major col·lecció de vegetals del món. L'entrada al jardí botànic és de pagament. L'estació de metro més propera és la de Kew Gardens (de les línies District Line i Silverlink). Una altra estació, la de Kew Bridge, al nord dels jardins, és a una distància raonable a peu.

## Col·leccions
És per intentar diversificar les seves plantacions que el jardí botànic de Kew ha fundat dos establiments més. El primer, a Sussex, s'anomena Wakehurst Place, i el segon, a Kent, és el Bedgebury Pinetum. Aquest darrer és dirigit juntament amb la Comissió Forestal del Regne i és especialitzat en el conreu de coníferes. Els jardins de Kew són a l'origen de la difusió del conreu del cautxú al segle xix a l'Amèrica del Sud. Actualment, el Reial Jardí Botànic és un dels centres més importants del món pel que fa a la conservació de llavors. Participen, amb l'herbari de la Universitat Harvard i amb l'Herbari Nacional australià, en la base de dades coneguda com l'IPNI, que subministra una nomenclatura estàndard dels vegetals. El juliol del 2003, els jardins foren afegits a la llista del Patrimoni de la Humanitat establerta per la UNESCO.

## Galeria d'imatges

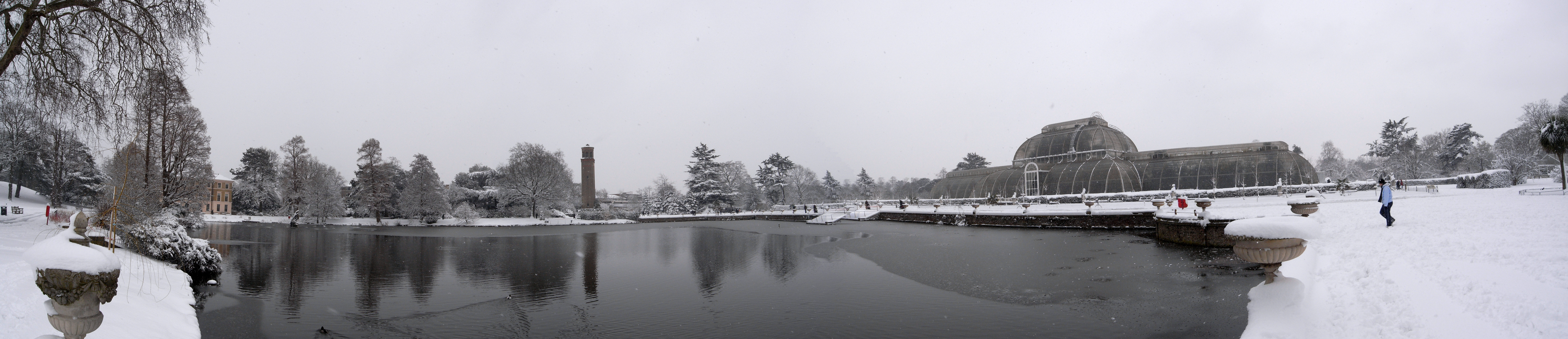
Els jardins sota la neu

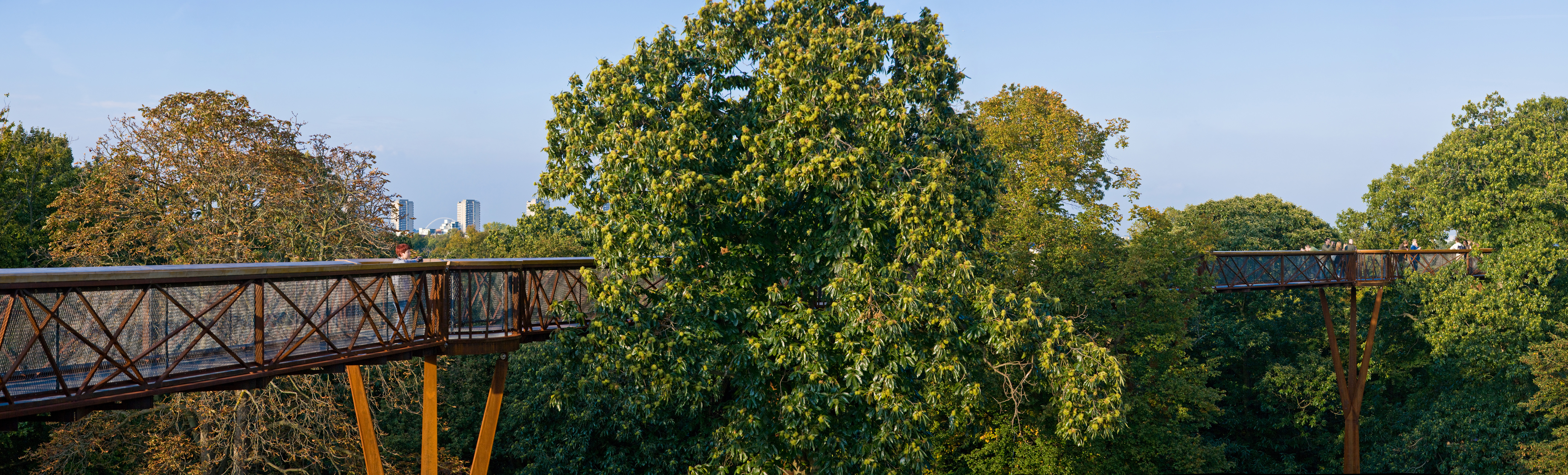
Passatge elevat a 18 metres del terra

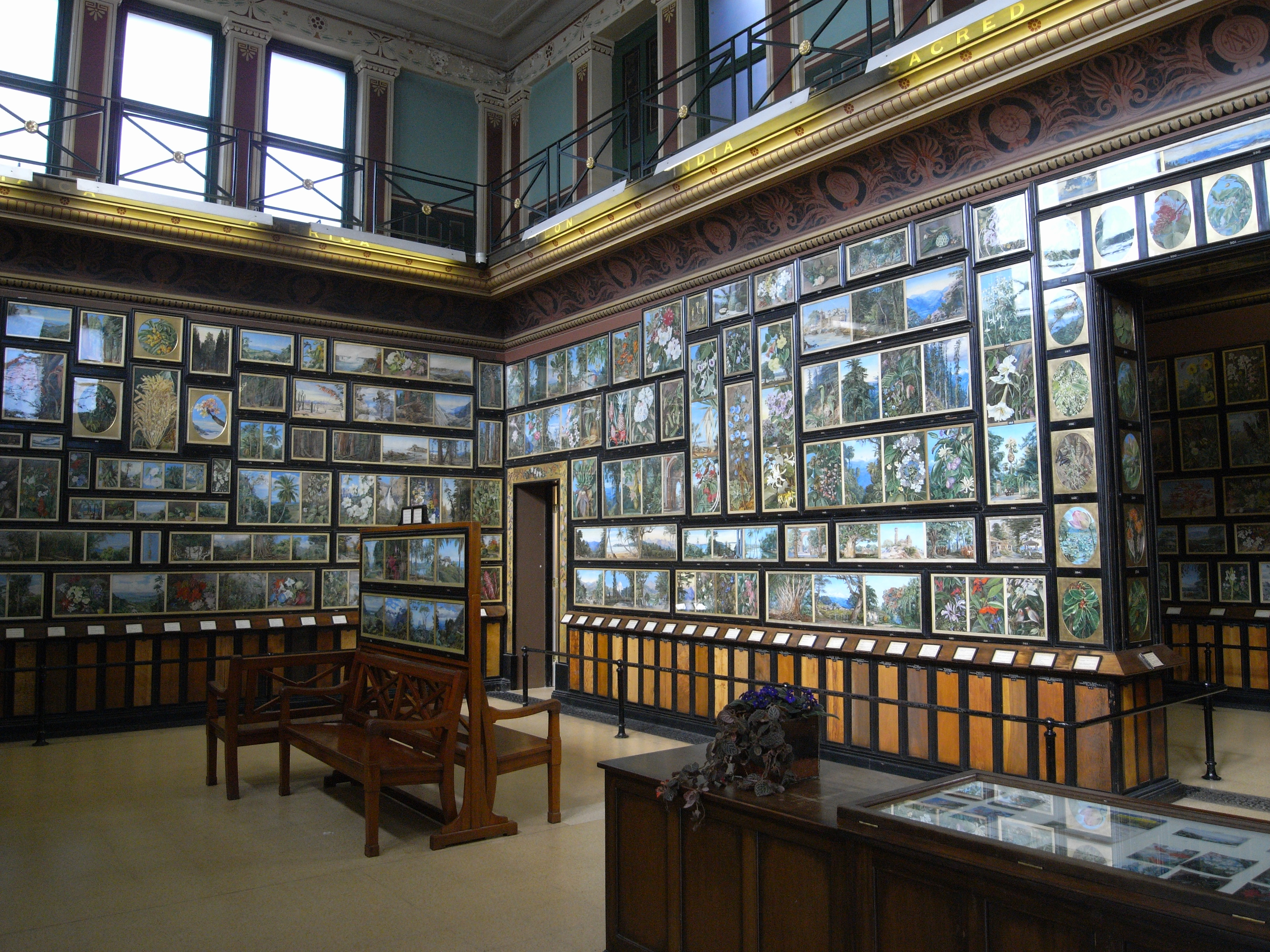
Marianne North Gallery, interior
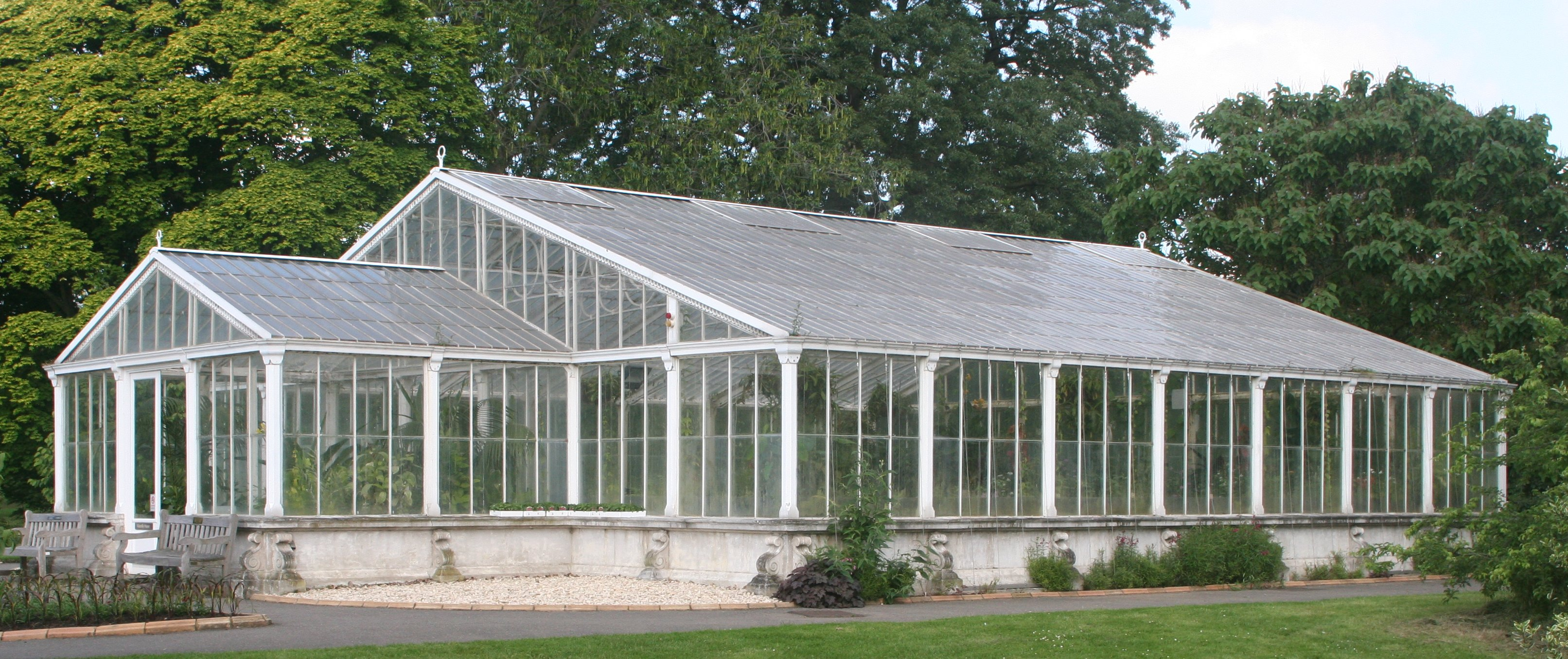
Waterlily House, l'hivernacle dels nenúfars